# Reiner Schmidt (Rechtswissenschaftler)
Reiner Schmidt (* 13. November 1936 in Hof; † 1. August 2025) war ein deutscher Rechtswissenschaftler und Hochschullehrer.

## Leben und Wirken
Reiner Schmidt machte 1954 am humanistischen Jean-Paul-Gymnasium Hof das Abitur. Danach studierte er Betriebswirtschaft und Rechtswissenschaften an den Universitäten München, Hamburg und Würzburg. Die juristischen Staatsexamina legte er 1958 und 1963 in Würzburg ab. 1963 wurde er mit einer Dissertation über die „Bindung des Gesetzgebers an den Gleichheitssatz in der Rechtsprechung des Bundesverfassungsgerichts“ promoviert. Die mit „summa cum laude“ bewertete Arbeit wurde mit dem Fakultätspreis ausgezeichnet. Vor Aufnahme einer wissenschaftlichen Tätigkeit als Assistent an der Universität Würzburg arbeitete er nach einem halbjährigen Aufenthalt in London im privaten Bankgewerbe und als Anwalt in München. 1971 wurde er bei dem Schweizer Staatsrechtslehrer Wilfried Schaumann (1923–1971), dem die Würzburger Universität ihre damalige Satzung verdankt, in Würzburg mit der Schrift Wirtschaftspolitik und Verfassung für die Fächer Staats-, Verwaltungs- und Wirtschaftsrecht habilitiert.
Von 1972 bis zu seiner Emeritierung im Jahr 2005 lehrte er als ordentlicher Professor an der Universität Augsburg, wo er als Modellbeauftragter des Freistaats Bayern für die einstufige Juristenausbildung verantwortlich war und 1991 das Institut für Umweltrecht gründete. Auf seine Initiative kam eine Kooperation mit der Juristischen Fakultät der Jagiellonen-Universität in Krakau zustande, aus der die regelmäßig erscheinenden Krakauer-Augsburger Rechtsstudien (bisher sechs Bände) hervorgegangen sind.
Vor der Vereinigung der Deutschen Staatsrechtslehrer berichtete Schmidt auf der Tagung 1977 in Basel über das Thema „Der Verfassungsstaat im Geflecht der internationalen Beziehungen“. In Band IV der Geschichte des Öffentlichen Rechts in Deutschland von Michael Stolleis, im Jahr 2012 erschienen, wird hierzu bemerkt: „Die erneute Lektüre dieses Referats von 1977... zeigt welche prognostische Kraft einzelnen Texten innewohnen kann…“ (S. 479).
Am 63. Deutschen Juristentag in Leipzig 2000 referierte Schmidt zum Thema, inwieweit die Verfolgung ökonomischer, ökologischer und anderer öffentlicher Zwecke durch Instrumente des Abgabenrechts zu empfehlen ist.
Sein Hauptwerk ist das im Jahr 1990 bei Springer Heidelberg publizierte Werk „Öffentliches Wirtschaftsrecht. Allgemeiner Teil“. In zwei weiteren, von ihm herausgegebenen Bänden werden spezielle Themen des Öffentlichen Wirtschaftsrechts behandelt, wie z. B. das Subventionsrecht, das Recht der Bankwirtschaft, der Medien und das internationale Wirtschaftsrecht. Sein Lehrbuch Umweltrecht wird inzwischen von Wolfgang Kahl und Ferdinand Gärditz in 12. Auflage fortgeführt.
Einen Ruf an die Universität Trier lehnte er ab. 1999 nahm er eine Gastprofessur an der Universität Krakau wahr. Schwerpunkte seiner Forschung sind das Öffentliche Wirtschaftsrecht und das Umweltrecht. Das bayerische Staatsministerium der Justiz ehrte ihn für „herausragende Verdienste“ als Prüfer für die Erste Juristische Staatsprüfung. 2006 gründete er die Stiftung „Hohbühl“ zur Förderung der Wissenschaft und Forschung auf dem Gebiet des öffentlichen Rechts. Von der Stiftung Geförderte sind inzwischen u. a. auf Lehrstühlen an den Universitäten Augsburg, Berlin, Bochum, Göttingen, Konstanz, München, Potsdam und Würzburg tätig.
Bei Schmidt habilitierten sich die Staatsrechtler Hartmut Bauer (Universität Potsdam), Detlef Czybulka (Universität Rostock), Wolfgang Kahl (Universität Heidelberg) und Andreas Voßkuhle (Universität Freiburg im Breisgau). Die Jagiellonen-Universität Krakau verlieh ihm 2021 die Würde eines Ehrendoktors.
Schmidt war mit Maria Schmidt, geborene Gräfin zu Castell-Castell (* 1941), der ältesten Tochter des Georg Graf zu Castell-Castell (1904–1956) und seiner Gattin Gudrun geb. von Eichel gen. Streiber (1919–1997), verheiratet und Vater von drei Kindern; er wohnte in Gessertshausen. Er war der Bruder des Bankiers Karl Gerhard Schmidt, des ehemaligen Geschäftsführers der Schmidtbank, und Mitglied  wissenschaftlicher Vereinigungen (z. B. Vereinigung der Deutschen Staatsrechtslehrer; SIPE Societas Iuris Publici Europaei), Vereinen (z. B. Rotary International) und Stiftungen (z. B. JUSTA). Er war seit 1956 Mitglied des Corps Franconia München. Der Deutsche Alpenverein zeichnete ihn 2012 mit dem „Silbernen Edelweiß“ aus.

## Schriften (Auswahl)
- Wirtschaft im offenen Verfassungsstaat. Festschrift für Reiner Schmidt zum 70. Geburtstag. Beck, München 2006, ISBN 978-3-406-55365-3.
- mit Wolfgang Kahl: Umweltrecht (= Schriftenreihe der Juristischen Schulung. Band 98). Beck, München 2008; 8. Auflage ebenda 2010, ISBN 978-3-406-60009-8; 12. Auflage, hrsg. von Wolfgang Kahl und Ferdinand Gärditz, ebenda 2021.
- mit Ferdinand Wollenschläger: Kompendium Öffentliches Wirtschaftsrecht. 5. Auflage. Springer-Lehrbuch, Berlin / Heidelberg / New York 2019, ISBN 978-3-662-59429-2.